# دروازه شهرجرد

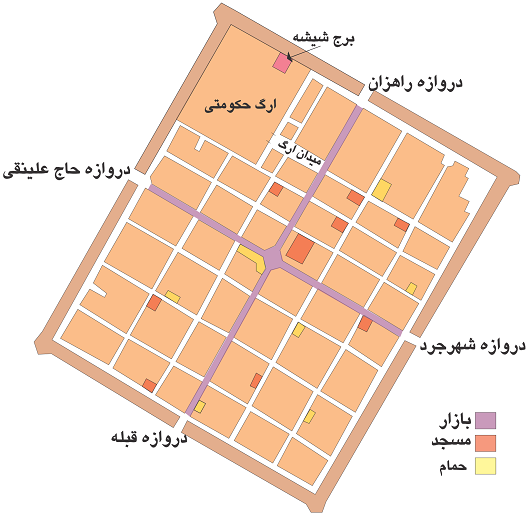
موقعیت دروازه شهرجرد در قلعه سلطان‌آباد

دروازه شهرجرد یکی از دروازه‌های ورودی بازار شهر قدیم سلطان آباد بود که در دوران قاجار ساخته شد و هم‌اکنون در شرق بازار اراک قرار دارد. وجه تسمیه نامگذاری این دروازه از جهت همسویی آن با روستای شهرجرد بوده‌است.
ساخت دروازه در دوران ایجاد شهر در سال ۱۲۲۷ قمری و احتمالاً همزمان با ساخت بازار آغاز شد. مکان اصلی این دروازه امروزه به دلیل تخریب بخش بزرگی از راسته شرقی - غربی بازار از بین رفته استو هم‌اکنون محل تلاقی میان راسته بازار شرقی با خیابان محسنی را دروازه شهرجرد می‌نامند.